# Урга (Нижегородская область)
Урга́ (тат. Ыргу) — татарское село в Княгининском районе Нижегородской области России. Входит в состав Белкинского сельсовета.
Село является единственным населённым пунктом с преобладанием татарского населения в Княгининском районе Нижегородской области. Стоит на одноимённой реке.

## Этимология
Название «Урга» происходит от марийских слов «йорга» — искристая речка, либо от «ур» — белка.

## История[4]
Первые упоминания о селе относятся к началу XIV века — тогда будущее село было основано тремя беглыми семьями, и находилось в пяти километрах к северо-западу от нынешнего поселения. 
В 1621 году в Урге появляются служилые люди Абыкай Баткаев (Ивакай Бокаев) и Аип-Гильде Искандеров, которые значительно расширяют и улучшают село. Предположительно, примерно в эти годы жители Урги отходят на пять километров к нынешнему расположения села, опасаясь насильственной христианизации (на прежнем месте остаётся «русское» село Бакаево (позже — Усовка), которое вскоре исчезает).
Первые задокументированные свидетельства о возведении в Урге мечети относятся к 1806 году — тогда уже её посещали более 400 прихожан. В конце 50-х — начале 60-х гг. XIX века в селе появляется вторая мечеть; к этому периоду относится расцвет Урги — она намного богаче окружающих её сёл и деревень. Спустя ещё около тридцати лет в селе появляется третья мечеть.
После установления Советской власти, в 1920-х гг. в селе действовали две кузницы, шесть ветряных мельниц, шесть средних общеобразовательных школ (библиотека из книг на русском и татарском языках), при этом все три мечети продолжали функционировать.
В 1930 году одна из мечетей была насильственно закрыта (переоборудована под школу), а её руководители X. Аксянов и М. Неасбаев были вскоре арестованы, и одновременно умерли в лагерях в 1938 году. Остальные две мечети были закрыты в 1936 и 1938 годах (переоборудованы под ещё одну школу и клуб).
В 1938 году (за пять месяцев до трагической гибели) Ургу посетил (в качестве депутата) В. П. Чкалов.
В 1990 году «Религиозное общество мусульман села Урга» было зарегистрировано. Председателем его был избран Аббяс Баширов. В 1991 году местные мусульмане на свои средства поставили деревянную мечеть.
К 2006 году был закрыт единственный в Урге детский сад. К 2008 году из восьми школ осталась лишь одна, и та в этом же году была закрыта.
Село было административным центром и единственным населённым пунктом Ургинского сельсовета. Впоследствии включено в состав Белкинского сельсовета.

## География и демография
Располагается на левом берегу одноимённой реки Урги.
Бо́льшая часть населения — татары. Средняя численность населения в летнее время составляет 1500—2000 человек, в зимнее 300—500 человек. Количество домов — 600. Преобладающая религия среди верующих — ислам.
Действует мечеть, построенная в 1991 году на средства населения. В 2008 году открыт памятник героям Великой Отечественной войны. В этом же году была закрыта Ургинская сельская школа.